# Millersburg (Ohio)
Millersburg é uma vila localizada no estado norte-americano de Ohio, no Condado de Holmes.

## Demografia
Segundo o censo norte-americano de 2000, a sua população era de 3326 habitantes.
Em 2006, foi estimada uma população de 3581, um aumento de 255 (7.7%).

## Geografia
De acordo com o United States Census Bureau tem uma área de
5,2 km², dos quais 5,2 km² cobertos por terra e 0,0 km² cobertos por água. Millersburg localiza-se a aproximadamente 274 m acima do nível do mar.

## Localidades na vizinhança
O diagrama seguinte representa as localidades num raio de 20 km ao redor de Millersburg.